# Tochtermann Wündrich
Tochtermann Wündrich war ein deutsches Architektenteam, das zwischen 2012 und 2020 in München und Mailand von Alexander Tochtermann und Philipp Wündrich geführt wurde.

## Partner
Alexander Tochtermann (* 1984) studierte Architektur an der Hochschule München, der University of East London und an der Accademia di Architectura di Mendrisio bei Raphael Zuber und Valerio Olgiati. Nach seinem Diplom arbeitete er mit Philipp Wündrich in Mailand und München zusammen und seit 2020 alleine in München. Tochtermann lehrte bei Uta Graff an der TU München, bei Carlo Baumschlager an der ADBK München und seit 2021 an der HTWK Leipzig. 2019 wurde er in den BDA berufen.
Philipp Wündrich (* 1980) studierte Architektur an der TU Berlin und an der Accademia di Architectura di Mendrisio. Nach seinem Masterabschluss arbeitete er bei Liverani Molteni in Mailand und mit Alexander Tochtermann in Mailand und München zusammen. Wündrich lehrte bei Fogliani und Poli am Polytechnikum Mailand, der TU München, bei Collomb & Molteni und bei Anne Holtrop an der AAM, bei Carlo Baumschlager und Bernardo Bader an der ADBK München, an der Universität Genua und seit 2024 bei Berthold H. Penkhues an der TU Braunschweig. 2019 wurde er in den BDA berufen.

## Bauwerke

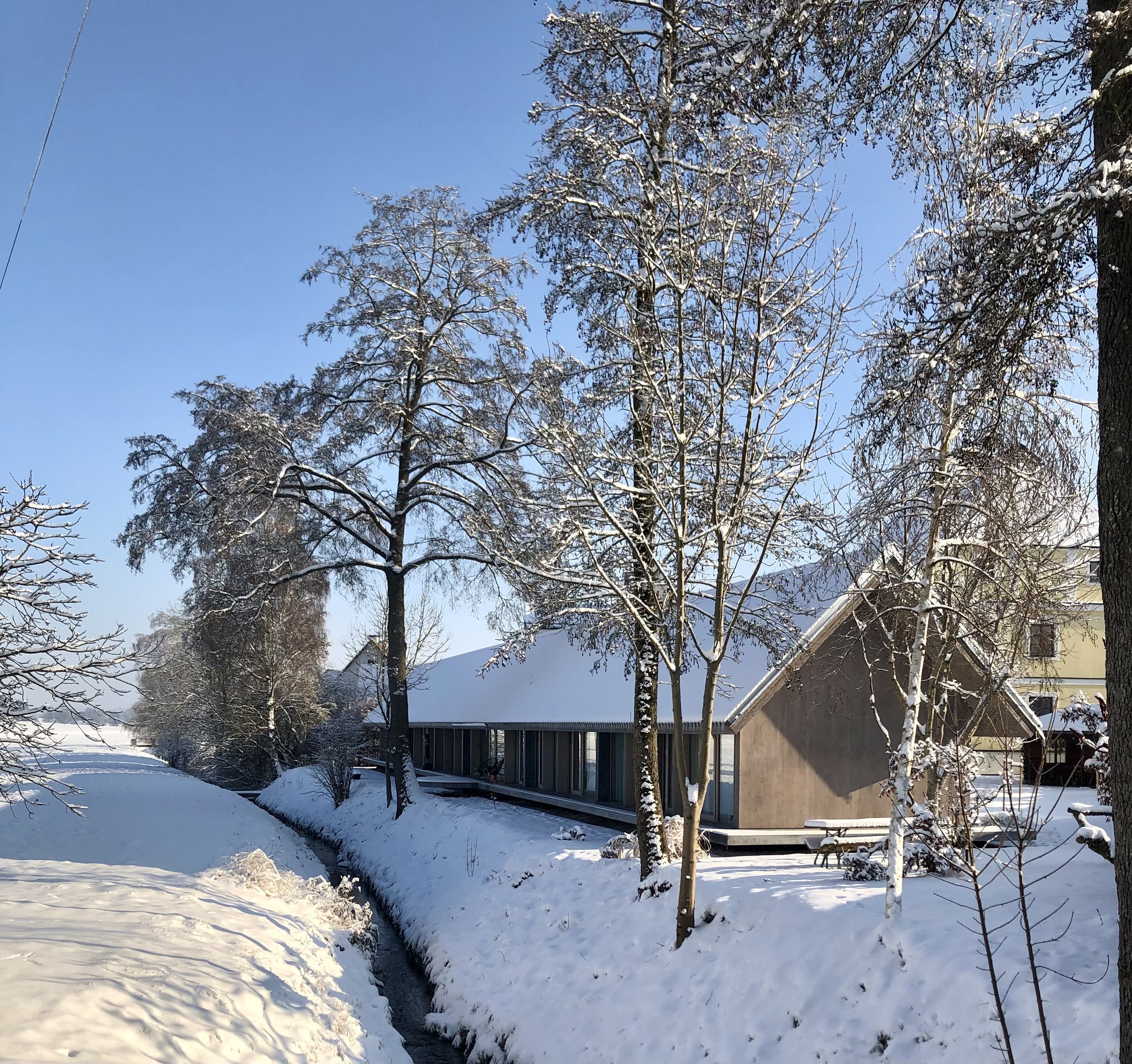
6x60 Haus

Die Bauten von Tochtermann Wündrich wurden von Sebastian Schels und Mikael Olsson fotografiert.
- 2015–2016: 6x8 m Haus, Wien
- 2015–2016: Eingangsrampe, Görisried
- 2017–2022: 6x60 Haus, Schwabhausen[3]

## Auszeichnungen und Preise
- 2016: Engere Wahl – BDA Preis max40 für 6x8 Haus, Wien[4]
- 2017: Nominierung – DAM Preis für 6x8 m Haus, Wien[5]
- 2023: Anerkennung – Architekturpreis Beton für 6x60 House, Schwabhausen[6]
- 2023: Nominierung – DAM Preis für 6x60 Haus, Schwabhausen[7]
- 2023: BDA Regionalpreis Oberbayern für 6x60 Haus, Schwabhausen[8]
- 2023: Auszeichnung – Häuser des Jahres für 6x60 Haus, Schwabhausen
- 2025: Mitgliederpreis und Anerkennung – BDA Preis Bayern für 6x60 Haus, Schwabhausen[9]

## Ausstellungen
- 2019: icastic architecture, Architekturgalerie München[10][11]

## Bücher
- Tochtermann Wündrich. Selected projects. 2019 ISBN 9788867641505